# Грёнинг, Бруно
Бруно Грёнинг (нем. Bruno Gröning, 30 мая 1906, близ Данцига — 26 января 1959, Париж) —  известный немецкий целитель, основной период активности которого пришёлся на 1950-е годы.
Бруно Грёнинг объявил себя "Посланником Всевышнего" для провозглашения «великого преобразования». 
Последователи называют его "Чудесным доктором" за имевшие место необычные исцеления на проведённых им массовых сеансах на публике и по радио. Оппоненты Бруно Грёнинга считают его шарлатаном, который ни при жизни, ни после смерти не заслужил признания ни у священнослужителей, ни у врачей. Учение Бруно Грёнинга было сформулировано им самим, а потом уже детализировано в основном его последователями.

## Ранняя биография
Бруно родился 30 мая 1906 года близ Данцига (с 1945 года — Гданьск) в Западной Пруссии (Германская империя) в бедной семье Грёнковски (нем. Grönkowski) и был одним из семерых детей. По мнению отца, ребёнок был слишком некрасив и беспокоен, так что это дало ему повод сказать: «В мою семью пришёл сатана». Эта фраза на самом деле была выдумана уже после смерти целителя, его недоброжелателями.
После окончания школы он занимался разным неквалифицированным трудом (подсобным рабочим и т. п.). Законченного профессионального образования Грёнинг не получил. Вначале он учился на коммерсанта, затем — на плотника. Дважды Грёнинг был женат. В первом браке с Гертрудой Кон (в браке с 1928 года) у него родились двое детей — Харальд и Гюнтер, которые умерли в возрасте 9 и 8 лет. В 1936 году супруги сменили фамилию Грёнковски на Грёнинг.
В период Второй мировой войны Грёнинг старался избежать службы в немецкой армии, но был призван в войска в 1943 году. В 1945 Бруно Грёнинг оказался в советском плену. Возвратившись из плена, он поселился в Западной Германии (Дилленбург, земля Гессен). До 1947 Грёнинг трудился в сельском хозяйстве, краткий период работал представителем фирмы по продаже краски. Это ему быстро наскучило, и с 1949 года он полностью занимался только целительской деятельностью.

## Исцеления Бруно Грёнинга
Грёнинг c самого детства имел необыкновенные таланты, например способность общаться с животными на их языке, или мог успокаивающе действовать на людей своим присутствием. 
Период наибольшей активности Бруно Грёнинга пришёлся на 1949 — 1951 годы. 
В марте 1949 в одной газетной заметке появилась информация  о имевшем место случае исцеления мальчика Дитера Хюльсмана (нем. Dieter Hülsmann) в Херфорде, которая вызвала большой интерес и привлекла на сеансы целителя массы людей. В газетном материале сообщалось, что мальчик, страдавший мышечной атрофией, смог ходить после сеанса Грёнинга. Позднее Дитер Хюльсман в возрасте 16-ти лет скончался от этой самой болезни. Но в то же время, много других исцелённых людей, от самых тяжёлых болезней, прожили долгую счастливую жизнь, до конца своих дней. Болезни к ним не вернулись. Специалист по истории медицины Ингрид Гойпель (нем. Ingrid Geupel) в своей диссертации, посвящённой деятельности Бруно Грёнинга, называет «массовой истерией» эффект воздействия целителя на современное ему общество. И этот успех был бы невозможен без средств массовой информации, постоянно «подогревавших» интерес общественности к курьёзному методу лечения и его автору, который проводил свои сеансы на ломанном немецком. В период преобладания печатных СМИ именно они сделали из Грёнинга звезду.
Многочисленные факты исцеления излагаются в рассказах последователей, которые опубликованы силами различных организаций. Большую симпатию вызывал обычай Грёнинга отказываться от оплаты за лечение. Однако известно, что он получал много пожертвований. Существовала плата за участие в сеансах исцеления. В одном из полицейских протоколов от июня 1950 г. сообщается, что посетители вносили деньги в размере от 25 до 2500 марок[сколько это на современные деньги?]. Больших расходов требовала печать тиражей листовок, сообщавших о проведении сеансов. В своих автобиографиях Грёнинг признаёт факт поступления больших сумм денег, в частности, от пациентов по почте, но заявляет, что большая часть средств разворовывалась недобросовестными сотрудниками.
Наряду с данными об исцелении известны случаи, когда по совету Бруно здоровье отдельных людей серьёзно пострадало, как, например, у женщины, которую он убедил отказаться от введения инсулина. Позже и это оказалось враньём, так как Бруно сам посоветовал женщине идти к врачу, аргументировав это тем, что в её случае он бессилен. Не всех можно вылечить, говорил Грёнинг. Последователи культа Бруно Грёнинга утверждают, что различная помощь (в материальной форме, в виде излечения болезней) оказывается и в наше время при мысленном обращении к Бруно Грёнингу и специальной медитации, которая напоминает практики индуистов и сторонников различных учений в духе «Новой эры».

## Медицинская теория Бруно Грёнинга
Болезнь тела Грёнинг объяснял болезнью духа. По его словам, человек заболевает, когда сам принимает в своё тело болезнь, беспорядок. Грёнинг утверждал, что человек не может вылечиться из-за того, что не верит в возможность исцеления, а также, что Богом человеку изначально предназначено крепкое здоровье, и больному для излечения достаточно просто стать готовым принять то, чего он достоин. Поскольку никакого научного объяснения действия методики Грёнинга не существуют, сам «целитель» и его последователи всегда апеллировали к якобы имевшим случаям исцеления у других людей, и особенно на случаи интереса к данной практике со стороны отдельных врачей. Критики ссылаются на то, что такой способ рекламы лечебной практики противоречит немецкому законодательству о рекламе. Сегодня распространяемые последователями Грёнинга печатные материалы противоречат положениям (статье 24 и другим[каким?]) федерального закона РФ «О рекламе». Известно утверждение Бруно Грёнинга о том, что «нет неизлечимых людей». Последователи целителя утверждают о якобы имевших место случаях излечения по методу Грёнинга от СПИДа, большинства видов онкологических заболеваний, болезни Альцгеймера, различных наследственных заболеваний (например, Болезни Хантингтона), параплегии и других.

## Лечебная практика «хайльштром»
Бруно Грёнинг объявил себя транслятором невидимой целительной силы — «струящейся Божественной силы», которая передаётся ему непосредственно от Бога. Грёнинг назвал эту силу «Хайльштром» (нем. Heilstrom - Живой поток)  и утверждал, что она может предаваться через него другим людям при общении с ним, нахождении на массовых сеансах целительства, при прослушивании его выступлений по радио. Среди его последователей, считается нормальным, когда после обращения к лечебной практике состояние здоровья человека ухудшается, появляются сильные боли. Эти явления Грёнинг называл «Регулированием» (нем. Regelungen), то есть процессом нормализации. В распространяемой последователями учения литературе утверждаются, что болезненные явления со временем проходят. Среди последователей Грёнинга имеется тенденция называть любое недомогание или болезнь естественным процессом саморегулирования, которым занят человеческий организм. Так утверждается идея о том, что члены общества Грёнинга вообще ничем не болеют.

## Учение Бруно Грёнинга и христианство
Бруно Грёнинг полагал, что его учение полностью согласуется с католической верой. Во многих своих выступлениях он обращается к личности Христа, как, например, в обращении в декабре 1956 года в Пирмазенсе, приурочённом к Рождеству и озаглавленном «Христос — наш брат», и даже сравнивает себя с ним. Так, Грёнинг любил повторять высказывание Христа о том, что «нет пророка в своём отечестве» (Мф. 13:57, Лк. 4:24). Однако в остальном ничего общего с христианством учение Бруно Грёнинга не имеет. Медитации под музыку, которые проводятся на встречах членов общества, сближают её с восточными религиозными конфессиями. Бруно никогда не поощрял посещения христианских храмов, обращение к таинствам и прочее, не рассуждал о необходимости спасения души. Представители христианских церквей в Германии и в других странах критикуют учение Бруно Грёнинга и деятельность его последователей. В организации с неформальным названием «Круг друзей Бруно Грёнинга» в последние годы стараются не афишировать факт полемики Грёнинга с христианством. Есть несколько причин этому. Во-первых, члены организации избегают лишнего внимания со стороны церкви, подчёркивая «оздоровительный» характер своего учения. Во-вторых, влияние церкви в традиционно христианских странах уже не так существенно, как во время жизни Грёнинга, так что цитаты из Евангелия вызывают сочувствие далеко не у многих. В-третьих, лидеры организации стремятся распространять свою практику и среди нехристианского населения, а также в азиатских странах, где упоминание личности Христа может вызвать отторжение.

## Личная жизнь
Биографы Бруно Грёнинга, включая его последователей, не останавливаются подробно на аспектах его личной жизни, которую он держал скрытой от посторонних. Первый брак с Гертрудой Кон (нем. Gertrud Cohn), в котором родились умершие в раннем возрасте дети Харальд и Гюнтер, фактически распался уже в 1949 году. Главной причиной считается то, что Гертруда отказывалась признавать у мужа какие-либо сверхъестественные способности и была недовольна тем, что он уделяет своей целительской практике слишком много времени. Об этом Грёнинг пишет в автобиографии, утверждая, что Гертруда видела в нём лишь главу семейства и кормильца и мешала ему оказывать помощь другим людям в свободное время. Бруно же со своей стороны не желал следовать «мелкобуржуазному» пути. Тем не менее, официально развод супругов был оформлен только в 1955. В этом же году Бруно Грёнинг женился на своей секретарше француженке Жозетт Дюфоссэ (фр. Josette Dufossé), которая до этого времени была женой его бухгалтера.

## Судебные процессы против лечебной практики Бруно Грёнинга
Практики Бруно Грёнинга вызывали определённый интерес со стороны отдельных представителей медицины, но в целом медики относятся к нему, как к шарлатану. Бруно Грёнинга за нелицензированное целительство привлекали к суду. В первый раз это имело место в судебном процессе в 1951—1952 годах, по итогам которого ему запретили врачебную деятельность. Бруно Грёнинг пытался получить официальное разрешение на целительскую практику, однако, его просьба была отклонена в связи с отсутствием у заявителя соответствующей квалификации. В 1955 г. Бруно Грёнинга снова обвинили в нарушении закона о лечебной практике, ему также было предъявлено обвинение в непреднамеренном убийстве в 1949 году 17-летней девушки, больной воспалением лёгких. Суд первой инстанции приговорил Грёнинга к штрафу в 2000 марок за незаконную медицинскую деятельность, признав его невиновным в смерти девушки. Однако суд второй инстанции не согласился с этим решением, признал за «целителем» вину, и он был условно приговорён к лишению свободы на 8 месяцев, а также к новому штрафу в 5000 марок. Нынешние руководители организаций последователей Бруно Грёнинга, помня о его печальном опыте и часто сталкиваясь с вопросом о причине смерти его детей, подчёркивают, что пропагандируемая ими лечебная практика не заменяет хирургическое и медикаментозное лечение, не призывают членов общества отказываться от назначенных официальным врачом лечения и лекарств. Тем не менее, нельзя не исключать возможности, что отдельные адепты, утвердившиеся в вере в чудотворное влияние «хайльштром», могут сами отказываться от этих лекарств и процедур по собственному желанию или запрещать их применение своим недееспособным или несовершеннолетним родственникам. Это может не только приносить вред здоровью, но иметь даже смертельный исход.

## Неудачи с партнёрами
В своих автобиографиях Бруно Грёнинг много жалуется на окружавших его людей, по его словам, которые пытались делать из его лечебной практики бизнес и обогащаться. Грёнинг сообщает, что такая деятельность «так называемых менеджеров, секретарей, „помощников“ и прочих тёмных личностей» наносила ему большой вред и заставляла часто переезжать. Первым в качестве этих «злодеев» упоминается отец первого якобы исцелённого Грёнингом ребёнка — Дитера Хюльсмана. Как сообщает Бруно, Хельмут Хюльсман превратился в «ярого предпринимателя» и по своей инициативе ввёл плату за личный сеанс Грёнинга в размере 500 марок. Не менее корыстным оказался и последующий партнёр Грёнинга — предприниматель из Вангероге Отто Мекельбург, который в благодарность за излечение своей жены основал «Общество по изучению лечебных методов Грёнинга». Мекельбург извлёк из этой деятельности немалую выгоду, в то время как Грёнинг был ограничен договором с ним. Все обвинения в коммерческом характере своей деятельности, а также известные факты наживы Грёнинг списывает на своих корыстных партнёров. Грёнинг пишет в автобиографии: «Железная дорога, федеральная почта, индустрия общественного питания, гостиницы, посредники, менеджеры и прочие заработали на мне миллионы».

## Болезнь и смерть Бруно Грёнинга
Несмотря на известность целителя, Бруно Грёнинг сам не отличался крепким здоровьем. На поздних фотографиях обращает на себя внимание огромный зоб у Грёнинга, появление которого объяснялось его адептами как форма проявления целительной силы. По некоторым данным такой же зоб позднее образовался у одной из ближайших последовательниц Грёнинга.
Скандально знаменитый немецкий «целитель» умер под скальпелем хирурга, удалявшего злокачественную опухоль (по разным данным: гортани или толстого кишечника) в Париже 26 января 1959 года.

## Последователи Бруно Грёнинга
В 1958 году Бруно Грёнинг основал организацию «Объединение по улучшению душевно-духовных и естественных жизненных основ в Германии», от которой в 1979 откололась новая организация «Круг друзей Бруно Грёнинга», официально зарегистрированная под названием «Круг для духовной психокоррекции». Если судить по размещённым на сайте организации почтовым адресам, она действует примерно в 50 странах мира (в основном, в европейских). На других континентах она представлена меньше (в регионах Африки, Латинской Америки, Азии адреса местных организаций представлены в небольшом числе стран — от 4 до 7). В России координация деятельностью общества осуществляется из Санкт-Петербурга. В этом городе и его окрестностях проживает основное число членов российской ветви организации. Согласно статистике Alexa.com, сайт «Круга друзей» www.bruno-groening.org больше популярен среди посетителей женского пола (с большим перевесом). Деятельность российского отделения направляется лидерами организации из штаба в Германии.
Кроме «Круга друзей Бруно Грёнинга» действуют также другие организации, пропагандирующие культ личности Грёнинга и его целительскую практику. Объединения различаются своими целями, методами, интерпретацией биографии Бруно.

## Духовные практики последователей Бруно Грёнинга
В центре духовной жизни «Круга друзей» — почитание личности Бруно Грёнинга. Утверждается, что при мысленном или молитвенном обращении к Грёнингу человек может получать помощь в бытовых делах, в работе, в здоровье. В качестве святыни рассматриваются сами фотографии Грёнинга, которые активно распространяются среди последователей. Ещё при жизни «целителя» лечебные свойства приписывались оловянным шарикам размером с голубиный глаз, якобы заговорённым Грёнингом или содержащим остатки его волос, крови, ногтей или спермы. Адепты Грёнинга продолжают «настраиваться» на «хайльштром» при мысленном обращении к Грёнингу, в групповых медитациях с использованием успокаивающей музыки и фотографий Бруно. Некоторые члены организации утверждают, что «хайльштром» можно физически ощущать во время медитации в виде теплового ощущения в ладонях (это очень напоминает практики других оккультистов). Медитацию (нем. «Einstellen») рекомендуют проводить ежедневно. Для Германии рекомендованным временем для таких медитаций является 9:00 и 21:00. В сообщениях последователей учения говорится о якобы имевших место случаях исцеления животных, растений, восстановления работы электроприборов с помощью «хайльштром».

## Отношение к другим религиям
Последователям культа Бруно Грёнинга не воспрещается посещение церкви, мечети или других религиозных учреждений. Утверждается, что данная лечебная практика не противоречит никаким вероучениям. Поэтому, например, в Германии члены общества из христиан продолжают крестить своих детей. Вместе с тем строго рекомендуется воздерживаться от общения с людьми (даже родственниками), критикующими Бруно Грёнинга и его последователей или не принимающими положений этого учения. Это вполне согласуется со словами самого Грёнинга, который говорил, что полезный эффект лечебной практики теряется из-за вредного влияния близких людей.